# Vojta Mádlo
Vojta Mádlo, používal i křestní jména Vojtěch a Adalbert (3. prosince 1872 Královské Vinohrady – 14. prosince 1951 Praha), byl český dirigent, hobojista, hudební skladatel a pedagog.

## Život
Po matce pocházel z kantorského rodu Decastello z Borotic. Jeho tři příslušníci, Josef (1754–1845), František Jakub (1800–1872) a Karel Emanuel (1815–1882), jsou známí jako hudebníci. Vystudoval na Pražské konzervatoři hru na hoboj, zpěv a skladbu. Jeho učitelem skladby byl Antonín Dvořák. Již za studií byl houslistou v orchestru Národního divadla.
Po absolvování konzervatoře působil krátce v orchestru opery v Kyjevě a v orchestru německého divadla v Praze. V letech 1892–1895 byl kapelníkem posádkové hudby 46. pěšího pluku ve Vídni. V roce 1895 hrál v orchestru Zeměpisné výstavy v Praze a byl kapelníkem varietního orchestru. V následujících letech vystřídal řadu krátkodobých angažmá. Byl členem italské opery v Petrohradě, sólistou německého divadla v Praze, kapelníkem divadelní společnosti Švandy ze Semčic (1897) a dirigentem orchestru Národního divadla v Brně. Za jeho pobytu v Rusku mu vyšlo několik skladeb tiskem. V roce 1901 se stal hobojistou v orchestru pražského Národního divadla.
V roce 1908 se vrátil do služeb rakouské armády. Byl jmenován kapelníkem u 18. pěšího pluku v Brunnecku v Rakousku a v Hradci Králové. O dva roky později opět z armády odešel a stal se kapelníkem hasičské hudby v polském Kališi. Od roku 1914 učil na konzervatoři ve Lvově a v Rostově na Donu.
V roce 1919 se vrátil do Čech a opět působil jako vojenský kapelník. Roku 1927 kvůli osobním sporům odešel do výslužby a žil v Praze. Založil společnost skladatelů dechové hudby. Vypracoval řadu návrhů na reformu vojenských hudeb a na hudební výuku. Nepodařilo se mu je však prosadit. Nadále byl činný organizačně. Pořádal přednášky, vedl pěvecká sdružení a byl předsedou místní osvětové komise v Terezíně. V posledních letech života se zaměřil zejména na kompozici chrámové hudby.
Zemřel roku 1951 a byl pohřben na Olšanských hřbitovech.

## Dílo

### Opery
- Pozdě, 1904;
- Královniny diamanty, 1905.

### Melodramy
- Sněženky, 1910;
- Naši dobrovolníci na Kubáni, 1918;
- Vltava, 1920;
- Hlava sv. Diviše, 1921;
- Konce vandalů, 1921;
- Revoluce 21. pěší brigády, 1922;
- Síla mučedníků, 1924;
- Matka Žižkova, 1924;
- Das Burgfräulein, 1924;
- 28. říjen, 1929.

### Orchestrální skladby
- Dramatická ouvertura, 1904;
- 14. červenec 1420, 1910, symfonická báseň, také pro dechový orchestr;
- Slavnostní předehra svatováclavská, 1912;
- Modlitba ženy ruského vojína, 1915;
- K novému životu, 1917;
- Le Maréchal Foch, 1918;
- 7. III. 1850 až 7. III. 1920, 1920, 2 obrazy pro dechovou hudbu;
- Království lásky, dětská kantáta.

### Komorní skladby
- Dětská suita pro klavír na 4 ruce, 1909;
- Concertino, 1918;
- Smyčcový kvartet, 1948.

Zkomponoval řadu vojenských pochodů a mužských a smíšených sborů.